# Josef Haas
Josef Haas, född 3 augusti 1937 i Marbach, död där 18 januari 2024, var en schweizisk längdåkare som tävlade under 1960-talet. Hans främsta merit var ett brons på 50 km vid OS i Grenoble 1968.